# Eugnophomyia funebris
Eugnophomyia funebris är en tvåvingeart som först beskrevs av Alexander 1922.  Eugnophomyia funebris ingår i släktet Eugnophomyia och familjen småharkrankar. Inga underarter finns listade i Catalogue of Life.